# Stenocereus montanus
Stenocereus montanus (Britton & Rose) Buxb. 1961 è una pianta della famiglia delle Cactacee nativa del Messico.

## Descrizione
Presenta grosse areole marroni e spine spesse e resistenti. I suoi frutti, tra i più dolci e gustosi tra le varie specie di Stenocereus, vengono divisi per colore in amarilla, rojo e blanco, di cui gli amarilla (arancione in italiano) sono i più comuni.